# Микольск (Кормянский район)
Микольск (бел. Мікольск) — посёлок в Литвиновичском сельсовете Кормянского района Гомельской области Беларуси.

## География

### Расположение
В 21 км на север от Кормы, в 76 км от железнодорожной станции Рогачёв (на линии Могилёв — Жлобин), в 131 км от Гомеля.

### Гидрография
На реке Овсовина (приток реки Сож).

## Транспортная сеть
Транспортные связи по просёлочной, затем автомобильной дороге Корма — Литвиновичи. Застройка деревянная усадебного типа.

## История
Основан в начале 1920-х годов переселенцами из соседних деревень на бывших помещичьих землях. В 1931 году жители вступили в колхоз.

## Население

### Численность
- 2004 год — жителей.

### Динамика
- 1959 год — 68 жителей (согласно переписи).
- 2004 год — 1 хозяйство, 2 жителя.